# Vicia nigricans
Vicia nigricans är en växtart i släktet vickrar och familjen ärtväxter. Den beskrevs av William Jackson Hooker och George Arnott Walker Arnott.
Arten förekommer längs Nordamerikas västkust samt i södra Sydamerika. Det finns två varieteter, V. n. var. gigantea och V. n. var. nigricans.